# Biatlon op de Olympische Winterspelen 2006 - Massastart mannen
De 15 kilometer massastart mannen tijdens de Olympische Winterspelen 2006 vond plaats op zaterdag 25 februari 2006. De massastart maakte zijn debuut op de Olympische Spelen.
De 15 kilometer met massastart stond voor het eerst op het olympische programma. Het vond plaats op de laatste zaterdag van de Spelen. Bij dit onderdeel starten de beste 30 atleten van de voorgaande onderdelen allemaal tegelijk voor een race over vijf ronden van drie kilometer. Na de eerste vier ronden moest er steeds vijf keer geschoten worden. Na de eerste twee rondes liggend en vervolgens nog tweemaal staand. Voor elk gemiste schot moesten de deelnemers een strafrondje van 150 meter lopen.
Voor de grote held van de vorige spelen, de Noor Ole Einar Bjørndalen was dit onderdeel zijn laatste kans om nog een gouden medaille toe te voegen aan de vier gouden plakken die hij won tijdens de Spelen in Salt Lake City.
Tot de laatste schietbeurt lag Bjørndalen samen met de Pool Tomasz Sikora op kop, op enige afstand werd dit tweetal gevolgd door de Duitser Michael Greis.
Bjørndalen miste echter tweemaal en moest dus twee extra rondjes lopen. Omdat de Sikora ook eenmaal miste kon Greis weer aansluiten. Vlak voor de finish plaatste de Duitser de beslissende versnelling, voldoende om zijn derde gouden medaille in ontvangst te nemen. Bjørndalen kon op het laatste stuk langlaufen nog wel een deel van zijn achterstand goed maken, maar moest toch het zilver laten aan Sikora.
| Titelverdediger | geen, nieuw op programma |
| --------------- | ------------------------ |

## Uitslag
| Rang   | Naam                 | Land             | Tijd     |
| ------ | -------------------- | ---------------- | -------- |
| Goud   | Michael Greis        | Duitsland        | 47:20.0  |
| Zilver | Tomasz Sikora        | Polen            | + 6.3    |
| Brons  | Ole Einar Bjørndalen | Noorwegen        | + 12.3   |
| 4      | Paavo Puurunen       | Finland          | + 23.7   |
| 5      | Sergej Tsjepikov     | Rusland          | + 39.1   |
| 6      | Emil Hegle Svendsen  | Noorwegen        | + 53.8   |
| 7      | Halvard Hanevold     | Noorwegen        | + 54.9   |
| 8      | Alexander Wolf       | Duitsland        | + 55.3   |
| 9      | Christoph Sumann     | Oostenrijk       | + 57.4   |
| 10     | Michael Rösch        | Duitsland        | + 59.5   |
| 11     | Vincent Defrasne     | Frankrijk        | + 1:00.7 |
| 12     | Raphaël Poirée       | Frankrijk        | + 1:04.9 |
| 13     | Jay Hakkinen         | Verenigde Staten | + 1:09.6 |
| 14     | Mattias Jr. Nilsson  | Zweden           | + 1:17.7 |
| 15     | Maksim Tsjoedov      | Rusland          | + 1:20.2 |